# Bretilij
Bretilij je antiaritmik III. skupine koji se sve manje koristi. 

## Djelovanje
Bretilij ima dvojako djelovanje - produžuje akcijski potencijal, ali i djeluje kao beta-blokator. Akcijske potencijale prolongira u većoj mjeri u zdravim stanicama nego u ishemičnim, što se smatra jednim od antiaritmijskih mehanizama, jer se na taj način smanjuje heterogenost u vremenu repolarizacije. Zbog početnog otpuštanja noradrenalina bretilij može uzrokovati hipertenziju i aritmije, ali ta faza prolazi, pa bretilij počne djelovati uglavnom blokirajući simpatikus što dovodi do hipotenzije. Daje se intravenski. 
Prije se koristio u liječenju tvrdokornih ventrikularnih aritmija, pogotovo onih koje nastaju zbog infarkta srca, međutim, danas se slabo koristi.